# 高峰小报春
高峰小报春（学名：Primula minutissima），为报春花科报春花属下的一个植物种。